# 1953 год в истории железнодорожного транспорта
1953 год в истории железнодорожного транспорта

## События
- По решению совета министров СССР расформированы: Рязано-Уральская железная дорога.
- Образованы: Горьковская железная дорога, Забайкальская железная дорога, Московская железная дорога, Приволжская железная дорога, Северная железная дорога.
- Приморская железная дорога присоединена к Дальневосточной.
- Куйбышевская железная дорога получила своё имя по имени В. В. Куйбышева.
- 2 августа на Украине открыта Малая Юго-Западная железная дорога.

## Новый подвижной состав

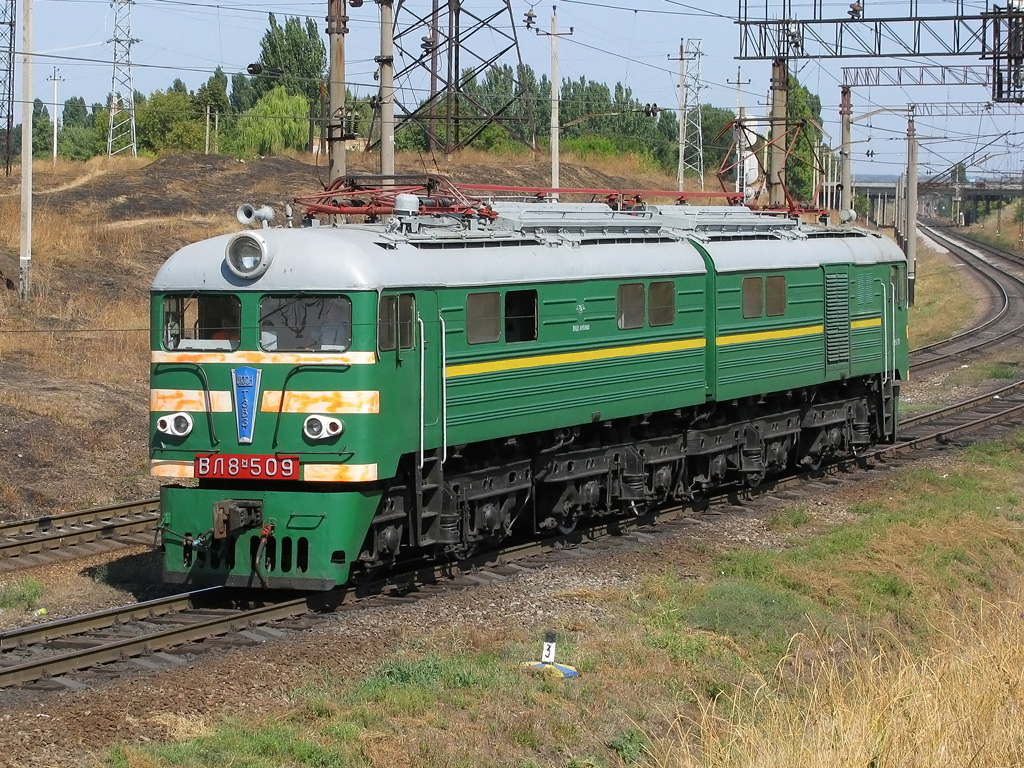
Электровоз ВЛ8

- В СССР Ворошиловградский паровозостроительный завод начал выпуск паровозов серии ОР21.
- В СССР НЭВЗ начал выпуск электровозов ВЛ8.
- В Польше на заводе Цегельского освоен выпуск паровозов серии Ty51.
- В США на заводах компании EMD освоен выпуск тепловозов серии EMD F9.